# Slag bij Placentia (271)
De Slag bij Placentia vond plaats in januari 271, in de buurt van het moderne Piacenza tussen het Romeinse leger, onder leiding van keizer Aurelianus en de Alemannen. De veldslag werd door de Alemannen gewonnen.

## Aanleiding
Na de overwinning van Claudius II op de Alemannen in 268 bij het Gardameer was de dreiging in het noorden niet over. In 271 vielen de Alemannen wederom het noorden van Italië binnen. Ze bereikten de Povlakte en veroverden de stad Piacenza. De Romeinse keizer Aurelianus, die op dat moment een inspectietocht hield in Pannonië keerde snel terug naar Italië, teneinde de invasie door de Alemannen te keren.

## De veldslag
In allerijl trok Aurelianus met zijn leger op tegen de invallers. Bij Piacenza vielen de Alemannen de Romeinen in een hinderlaag aan en slaagden erin het Romeinse leger te verslaan. Keizer Aurelianus moest zich terugtrekken en de Alemannen konden optrekken naar Fano aan de Adriatische kust. Nieuws van de nederlaag, zorgde ervoor dat in Rome grote angst heerste. Het was vermoedelijk de aanleiding tot de revolte van de minister Felicissimus en leidde ertoe dat gestart werd met de  bouw van de Aureliaanse muur.

## Bron
- Ammianus Marcellinus, Romeins historicus

Gardameer · Placentia · Fano · Pavia · Vindonissa · Reims · Straatsburg · Sulz am Nackar · Argentovaria · Langres
Oorlogen van de Romeinse Republiek
· Romeins-Etruskische Oorlogen
· Romeins-Aequische Oorlogen
· Latijnse Oorlog
· Romeins-Hernicische Oorlogen
· Romeins-Volscische Oorlogen
· Samnitische oorlogen (Eerste, Tweede, Derde)
· Pyrrhische Oorlog
· Punische oorlogen (Eerste, Tweede, Derde)
· Illyrische Oorlogen (Eerste, Tweede, Derde)
· Macedonische Oorlogen (Eerste, Tweede, Derde, Vierde)
· Romeins-Seleucidische Oorlog
· Aetolische Oorlog
· Galatische Oorlog
· Romeinse Verovering van Hispania (Eerste Celtiberische Oorlog, Lusitanische Oorlog, Numantische Oorlog, Sertorische Oorlog, Cantabrische Oorlogen)
· Achaeïsche Oorlog
· Oorlog tegen Jugurtha
· Cimbrische Oorlog
· Servilische Oorlogen (Eerste, Tweede, Derde)
· Bondgenotenoorlog
· Sulla's Burgeroorlogen (Eerste, Tweede)
· Mithridatische oorlogen (Eerste, Tweede, Derde)
· Gallische Oorlog
· Romeinse expedities naar Britannia
· Burgeroorlog tussen Pompeius en Caesar
· Einde van de Republiek (Slag bij Mutina, Burgeroorlog tegen Brutus en Cassius, Siciliaanse Opstand, Perusiaanse Oorlog, Burgeroorlog tussen Antonius en Octavianus)
Oorlogen van het Romeinse Keizerrijk
· Germaanse Oorlogen (Teutoburgerwoud, Marcomannenoorlog, Alemannische Oorlogen, Gotische Oorlog, Visigotische Oorlogen)
· Romeinse verovering van Britannia
· Boudicca
· Armenische Oorlog
· Vierkeizerjaar
· Joodse Oorlog
· Romeins-Parthische Oorlog
· Romeins-Perzische oorlogen
· Burgeroorlogen van de derde eeuw
. Gotische oorlog (376-382)
. Gotische opstand van Alarik I
. Gildonische opstand
. Gotische oorlog (402-403)
. Pictische oorlog van Stilicho
. Oorlog van Heraclianus
. Oorlog van Radegaisus
. Rijnoversteek
. Romeinse Burgeroorlog 427-429
· Val van het West-Romeinse Rijk